# Front Populaire (metrostation)
Front Populaire is een station aan lijn 12 van de metro van Parijs. Het station ligt niet binnen de gemeente Parijs, maar op het grondgebied van de naastgelegen gemeenten Aubervilliers en Saint-Denis. Het werd geopend op 18 december 2012 en is het voorlopig eindpunt van de lijn.

## Het station
Het station, dat in de ontwikkelfase Proudhon - Gardinoux genoemd werd, is gelegen aan de Place du Front Populaire, (het Volksfrontplein) in een gebied dat recentelijk herontwikkeld is. Het ligt op de grens van de gemeenten Saint Denis (de rue Proudhon) en Aubervilliers (rue de Gardinoux), op 1,4 km van de voormalige eindhalte Porte de la Chapelle, en is de voorlopige terminus. Het doortrekken van de lijn naar de toekomstige stations Aimé Césaire en Mairie d'Aubervilliers werd gerealiseerd tussen 2012 en 2022. Deze stations en het bijhorend traject worden op 31 mei 2022 in gebruik genomen.